# Ação rescisória
No Direito Processual Civil brasileiro, a ação rescisória é uma ação autônoma (ou remédio), que tem como objetivo desfazer os efeitos de sentença já transitada em julgado, ou seja, da qual já não caiba mais qualquer recurso, tendo em vista vício existente que a torne anulável. Tem a natureza desconstitutiva (ou seja, tirar os efeitos de outra decisão que está em vigor) ou, para alguns autores, declaratória de nulidade de sentença (ou seja, reconhecer que a sentença não pode gerar efeitos por possuir vícios).
Não visa a anular sentença que, portadora de vício tal que a torne inexistente. Seu escopo é atingir sentenças consideradas anuláveis, as quais estarão definitivamente sanadas após o prazo decadencial para sua propositura.

## No Direito Brasileiro
O prazo de decadência é de dois anos após o trânsito em julgado da decisão que se deseja rescindir (art. 966 do Código de Processo Civil - 2015). Não basta a simples discordância do teor da decisão atacada, afinal todos os recursos ali previstos já foram utilizados ou deixaram de ser interpostos nos prazos legais. O art. 975 do Código de Processo Civil, prevê que extinguirá o direito a rescisão em 2 anos, a contar do transito em julgado da última decisão proferida no processo. Não exercido o direito de ação, perde-lo-á. Isto é, prazo decadencial. 
Os motivos que permitem a propositura da ação rescisória estão taxativamente elencados no art. 966 do Código de Processo Civil Brasileiro (CPC), quais sejam:
I - se verificar que foi proferida por força de prevaricação, concussão ou corrupção do juiz;
II - for proferida por juiz impedido ou por juízo absolutamente incompetente;
III - resultar de dolo ou coação da parte vencedora em detrimento da parte vencida ou, ainda, de simulação ou colusão entre as partes, a fim de fraudar a lei;
IV - ofender a coisa julgada;
V - violar manifestamente norma jurídica;
VI - for fundada em prova cuja falsidade tenha sido apurada em processo criminal ou venha a ser demonstrada na própria ação rescisória;
VII - obtiver o autor, posteriormente ao trânsito em julgado, prova nova cuja existência ignorava ou de que não pôde fazer uso, capaz, por si só, de lhe assegurar pronunciamento favorável;
VIII - for fundada em erro de fato verificável do exame dos autos.
§ 1o Há erro de fato quando a decisão rescindenda admitir fato inexistente ou quando considerar inexistente fato efetivamente ocorrido, sendo indispensável, em ambos os casos, que o fato não represente ponto controvertido sobre o qual o juiz deveria ter se pronunciado.
§ 2o Nas hipóteses previstas nos incisos do caput, será rescindível a decisão transitada em julgado que, embora não seja de mérito, impeça:
I - nova propositura da demanda; ou
II - admissibilidade do recurso correspondente.
§ 3o A ação rescisória pode ter por objeto apenas 1 (um) capítulo da decisão.
§ 4o Os atos de disposição de direitos, praticados pelas partes ou por outros participantes do processo e homologados pelo juízo, bem como os atos homologatórios praticados no curso da execução, estão sujeitos à anulação, nos termos da lei.
§ 5º  Cabe ação rescisória, com fundamento no inciso V do caput deste artigo, contra decisão baseada em enunciado de súmula ou acórdão proferido em julgamento de casos repetitivos que não tenha considerado a existência de distinção entre a questão discutida no processo e o padrão decisório que lhe deu fundamento.
§ 6º  Quando a ação rescisória fundar-se na hipótese do § 5º deste artigo, caberá ao autor, sob pena de inépcia, demonstrar, fundamentadamente, tratar-se de situação particularizada por hipótese fática distinta ou de questão jurídica não examinada, a impor outra solução jurídica.   